# 144É busz (Budapest)
A budapesti 144É jelzésű éjszakai autóbusz az Örs vezér tere és Rákosszentmihály, Csömöri út között közlekedett. A vonalat a Budapesti Közlekedési Rt. üzemeltette.

## Története
1970. április 3-án indult 31Y jelzéssel busz az Örs vezér tere és a Békés Imre utca között, mely éjszaka is közlekedett. 1977. január 1-jén a 144-es jelzést kapta, mely szintén járt éjszaka is. Az éjszakai járat 1989 körül a 144É jelzést kapta. 2005. szeptember 1-jén megszűnt, útvonalának nagy részén a 931-es busz közlekedik.

## Útvonala
| Rákosszentmihály, Csömöri út felé: | Örs vezér tere felé: |
| --- | --- |
| Örs vezér tere vá. – Fehér út – Kerepesi út – Veres Péter út – Thököly út – Batthyány utca – Rákosi út – Mátyás király utca – Rákosszentmihály, Csömöri út vá. | Rákosszentmihály, Csömöri út vá. – Csömöri út – Batthyány utca – Thököly út – Veres Péter út – Kerepesi út – Fehér út – Örs vezér tere vá. |

## Megállóhelyei
| 0  | Örs vezér tere végállomás               | 14 | 45É, 61É, 78É |
| 1  | Gyakorló köz (↓) Sarkantyú utca (↑)     | 12 | 45É           |
| 3  | Gépmadár park                           | 12 | 45É           |
| 3  | Keresztúri út (↓) Szentmihályi út (↑)   | 11 | 45É           |
| 5  | Pilisi utca (↓) Egyenes utca (↑)        | 9  | 45É           |
| 6  | Nagyicce, HÉV-állomás                   | 8  | 45É           |
| 7  | Thököly út (↓) Veres Péter út (↑)       | 7  | 45É           |
| 8  | Sashalmi tér                            | 6  |               |
| 9  | Sasvár utca (↓) Őrmester utca (↑)       | 6  |               |
| 9  | Budapesti út                            | 5  |               |
| 10 | Rákosi út                               | 4  |               |
| ∫  | Szent Korona utca                       | 4  |               |
| ∫  | Batthyány utca                          | 3  |               |
| ∫  | József utca                             | 2  |               |
| ∫  | János utca                              | 1  |               |
| ∫  | György utca                             | 1  |               |
| 11 | József utca                             | ∫  |               |
| 12 | János utca                              | ∫  |               |
| 12 | Diófa utca                              | ∫  |               |
| 13 | Mátyás király utca 71.                  | ∫  |               |
| 14 | Szent Korona utca                       | ∫  |               |
| 15 | Rákosszentmihály, Csömöri út végállomás | 0  |               |